# Elecciones internas de Uruguay de 2019
Las elecciones internas de Uruguay del año 2019 se llevaron a cabo el domingo 30 de junio de ese año, cumpliendo con la primera etapa del sistema electoral consagrado por la reforma constitucional de 1997. Se elegirán los candidatos únicos por partido para las elecciones presidenciales de octubre. Asimismo, en esta instancia se elige la integración del Órgano Deliberativo Nacional y los distintos Órganos Deliberativos Departamentales de los diferentes partidos, los cuales tienen la finalidad respectiva de elegir los candidatos a presidente y vicepresidente de cada partido, y los candidatos a intendentes para las elecciones departamentales y municipales de 2020.

## Generalidades
Según lo preceptuado en la Constitución, en todos los partidos que deseen competir por la Presidencia, los precandidatos se deben someter al juicio de la ciudadanía en las urnas. De los comicios internos surgen los candidatos únicos por partido que concurrirán el domingo 27 de octubre a la elección presidencial. También se definen los candidatos a la Vicepresidencia de la República. A la vez se definen las integraciones de las órganos deliberativos nacionales y departamentales de los partidos que se presenten a la elección y lleguen al mínimo de 500 votos. En el caso de los órganos nacionales estos definen el candidato a la presidencia cuando: a) ninguno de los candidatos a la Presidencia de la República obtiene la mayoría absoluta de los votos de su partido b) Ninguno de ellos superó el 40% de los votos con una diferencia de más del 10% de los votos de quien resultó segundo. En el caso de los órganos departamentales, estos definen los candidatos a intendente para las elecciones Departamentales y Municipales de 2020.
Habitualmente, las elecciones internas se celebran el último domingo de junio. Existió un planteamiento para solicitar que se cambie la fecha de estos comicios, argumentando que la fecha de las elecciones se encuentra dentro del rango de fechas en que se disputa la Copa América 2019 en Brasil (evento que concitará la atención de numeroso público), si bien ningún partido se disputará ese día. Además, coincidirá la fecha con la semana de vacaciones de invierno para estudiantes, lo que generaba preocupación en algunas autoridades por la baja participación que esto podría concitar. Finalmente, el planteo no salió adelante y la fecha de realización de las elecciones no fue modificada. A medida que se acercó el acto comicial, los diversos sectores políticos fueron adaptando sus estrategias para organizar actos públicos, incluyendo pantallas para poder ver partidos, plenamente conscientes de que el público tiende a1 volcar su favoritismo hacia los campeonatos futbolísticos.
Si bien existía una veda de publicidad electoral anticipada (no se podía hacer publicidad electoral hasta el 1 de marzo de 2019), en los hechos la campaña por las elecciones internas comenzó a fines de 2018, con muchos candidatos presentes en los medios de comunicación e Internet.
Se apreció una diversidad tan marcada en el electorado que, según especialistas, tendió a dividirse en cuatro grandes grupos etarios: los de mayor edad, todavía ligados a los partidos tradicionales; los que les siguen, que experimentaron la deriva autoritaria y el nacimiento del Frente Amplio; una tercera generación más indefinida, con una tendencia global hacia la centroizquierda; y los más jóvenes, que se han criado viviendo en administraciones frenteamplistas, ahí comienza una especie de repunte del voto nacionalista, más que nada como un fenómeno desafiante. Por otra parte, está claro que la separación en el tiempo de las elecciones nacionales, departamentales y municipales está dando mayor empoderamiento local y, también, acostumbrando al electorado a cambiar de partido según conveniencia.
Al cierre del plazo para la inscripción, se inscribieron 1.440 hojas de votación ante la Corte Electoral.
Las empresas encuestadoras trabajaron intensamente de cara a esta instancia electoral. Después del traspié que más de una sufrió en el ciclo electoral de 2014, se acercaron al día de los comicios con panoramas indefinidos.

## Resultados generales
A continuación, un listado de los partidos políticos que se registraron ante la Corte Electoral para participar en las elecciones de 2019 y sus respectivos resultados.
Todos aquellos que alcanzaron el mínimo de 500 votos, pueden competir en las elecciones nacionales. Los partidos que no lograron alcanzar el mínimo legal de 500 votos en las internas de junio, son: Partido de la Concertación, Partido Orden Republicano, Abriendo Caminos y Partido Democrático Unido. En el caso del Partido Digital, alcanzó los votos necesarios en las elecciones internas, pero no alcanzó el apoyo necesario en su convención para ratificar la fórmula del partido, por lo que su participación está en duda.
| Partido político | Partido político                    | Posición       | Ideología                                                                                              | Fundación       | Elección 2014 | Triunfos presidenciales | Votos internas 2019 |
| ---------------- | ----------------------------------- | -------------- | --- | --------------- | ------------- | ----------------------- | ------------------- |
|                  | Partido Nacional                    | Centro derecha | Herrerismo, Wilsonismo, Liberalismo económico, Conservadurismo, Nacionalismo, Humanismo                | 1836 (188 años) | Sí            | 6                       | 457.376 votos       |
|                  | Frente Amplio                       | Izquierda      | Progresismo, Socialdemocracia, Izquierda Democrática, Socialismo, Comunismo.                           | 1971 (54 años)  | Sí            | 3                       | 259.160 votos       |
|                  | Partido Colorado                    | Centro         | Batllismo, Republicanismo, Liberalismo, Socioliberalismo, Socialdemocracia, Progresismo.               | 1836 (188 años) | Sí            | 29                      | 184.819 votos       |
|                  | Cabildo Abierto *                   | Derecha        | Artiguismo, Conservadurismo social                                                                     | 2019 (5 años)   | No            | 0                       | 49.485 votos        |
|                  | Partido de la Gente *               | Derecha        | Liberalismo económico, Populismo                                                                       | 2016 (8 años)   | No            | 0                       | 6.799 votos         |
|                  | Unidad Popular                      | Ultraizquierda | Comunismo, Socialismo, Marxismo-Leninismo, Antiimperialismo, Anticapitalismo, Izquierda revolucionaria | 2013 (11 años)  | Sí            | 0                       | 4.165 votos         |
|                  | Partido Verde Animalista *          | Centro         | Ecologismo, Animalismo, Humanismo                                                                      | 2018 (7 años)   | No            | 0                       | 3.075 votos         |
|                  | P. Ecologista Radical Intransigente | Centro         | Ecologismo radical                                                                                     | 2013 (12 años)  | Sí            | 0                       | 2.604 votos         |
|                  | Partido Independiente               | Centro         | Socialdemocracia, Socialcristianismo                                                                   | 2002 (23 años)  | Sí            | 0                       | 2.073 votos         |
|                  | Partido Digital *                   | Sin ideología  | Democracia digital                                                                                     | 2018 (6 años)   | No            | 0                       | 605 votos           |
|                  | Partido de los Trabajadores         | Ultraizquierda | Trotskismo, Marxismo, Comunismo , Izquierda revolucionaria                                             | 1984 (41 años)  | Sí            | 0                       | 566 votos           |
|                  | Partido de la Concertación          | Sin ideología  | Sin ideología definida                                                                                 | 2013 (11 años)  | Sí            | 0                       | 486 votos           |
|                  | Partido Orden Republicano *         | Derecha        | Artiguismo, Conservadurismo social                                                                     | 2018 (6 años)   | No            | 0                       | 250 votos           |
|                  | Partido Abriendo Caminos *          | Centro         | Sin ideología definida                                                                                 | 2018 (6 años)   | No            | 0                       | 135 votos           |
|                  | Partido Demócrata Unido *           | Centro         | Sin ideología definida                                                                                 | 2018 (6 años)   | No            | 0                       | 134 votos           |

(*) No participaron de las últimas elecciones.

#### No habilitados por la Corte Electoral
De cara a las elecciones nacionales del ciclo 2019-2020, numerosas agrupaciones partidarias intentaron ser reconocidas por parte de la Corte Electoral. Los requisitos establecidos por la misma es presentar ante la Corte Electoral un total de 1310 adhesiones, una carta orgánica y una declaración formal de principios[1], que es evaluada por la misma, y en caso de ser aceptada se permitía a esa colectividad a formalizar su postulación en las elecciones internas del 2019 con un lema propio.
Los siguientes movimientos políticos no han conseguido las suficientes firmas, o han decidido retirarse de la carrera electoral. Algunos de dichos movimientos, poseen parámetros ideológicos que tienden a la radicalización dentro del espectro político. Los partidos o movimientos que no lograron recibir la habilitación, fueron:
| Partido político                                                  | Posición         | Nota |
| ----------------------------------------------------------------- | ---------------- | --- |
| Partido de Todos                                                  | Centro derecha   | Partido que se define como un nucleamiento impulsado por “un colectivo muy diverso, que ha sido discriminado por otros partidos, por su clase económica, educativa, pensamiento, raza y/o género”. El partido, que había sido habilitado por la Corte Electoral, postulaba al derechista Carlos Techera, quien posteriormente radicalizó su discurso y fue expulsado del partido. |
| Partido Viva la Vida                                              | Centro izquierda | Su referente es el comunicador radial Pablo Aguirrezábal.[2] |
| Partido Anticrimen                                                | Ultraderecha     | Partido cuyo eje central es combatir la inseguridad con mano dura.[3] |
| Resistencia                                                       | Ultraizquierda   | Partido Anticapitalista, Anticlasista, transfeminista, LGBT, Queer y antirracista.[4] |
| Proyecto Segunda República                                        | Derecha          | Movimiento de derecha. |
| Partido Democrático Independiente                                 | Centro           | [7] |
| Partido Pirata                                                    | Centro           | Espacio político que se hace eco de los movimientos piratas del mundo.[8] |
| Partido Liberal Libertario                                        | Derecha          | Partido afín al liberalismo económico y a las libertades individuales.[9] |
| PATRIA: Partido Autonómico de Tradiciones Incluyentes Artiguistas | -                | [10] |

## Resultados por partido político

### Frente Amplio

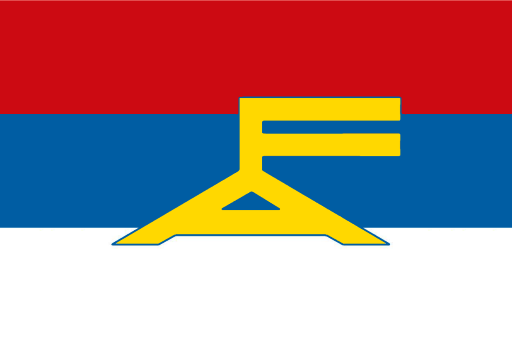
Bandera del Frente Amplio

Dentro del partido de gobierno, Frente Amplio, el presidente Tabaré Vázquez estuvo constitucionalmente vedado de postularse a una reelección consecutiva.
La coalición de izquierdas tiene un proceso interno que implica la presentación de precandidaturas ante su Plenario. Se debían definir hacia octubre de 2018 los nombres de los postulantes; sin embargo, se terminó postergando para el 10 de noviembre del mismo año.
En paralelo con la selección de un candidato único, el partido oficialista se encamina a procesar un complejo proceso de recambio generacional de sus cuadros dirigentes, tras varios años de predominio de la tríada conformada por Tabaré Vázquez, José Mujica y Danilo Astori.
El Plenario Nacional del Frente Amplio aprobó por unanimidad elevar al Congreso de los días 1 y 2 de diciembre de 2018 las propuestas de precandidaturas. Los candidatos que participaron de la interna fueron, por orden alfabético:
- Óscar Andrade.[22] Recibió el apoyo de Partido Comunista del Uruguay,[23] Espacio 205[24] (alianza entre Movimiento 20 de mayo e Izquierda en marcha), Frente Izquierda de Liberación,[25] Congreso Frenteamplista,[26] Movimiento 18 de agosto,[24] Partido por la Victoria del Pueblo,[27] Compromiso Frenteamplista[28] y, en el Departamento de Paysandú, el sector Casa Grande. Fue Representante Nacional por Montevideo (2015-2016) y actualmente es Secretario General del SUNCA.

- Mario Bergara.[29][30] Recibió los apoyos de sectores minoritarios dentro del Frente Amplio tales como Banderas de Líber,[31] Izquierda Democrática Republicana,[32] Agrupación Tendiendo Puentes,[32] Movimiento Popular Frenteamplista,[33] Asamblea 1789, Agrupación Brazo Libertador,[34] Nueva Izquierda,[35] Juventud Seregnista, Marea Frenteamplista, y Espacio Seregnista,[36] así como también del exdiputado de Asamblea Uruguay Enrique Pintado.[37] Fue subsecretario de Economía y Finanzas (2005-2008), Presidente del Banco Central del Uruguay (2008-2013), Ministro de Economía y Finanzas (2013-2015) y nuevamente Presidente del Banco Central del Uruguay (2015-2018).

- Carolina Cosse.[21][38] Su candidatura fue apoyada por el Espacio 609[24] (agrupación que sustenta al Movimiento de Participación Popular,[39] Convergencia Popular,[24] Avanzada Frenteamplista y Movimiento de Integración Frenteamplista[24]), Corriente de Acción y Renovación Frenteamplista,[40] Reafirmación Frenteamplista,[41] Rumbo de Izquierda,[42] Agrupación De Frente,[43] Partido Socialista de los Trabajadores,[44] Frenteamplistas Independientes, Lista Amplia[45] y Frente en movimiento.[46] Se desempeñó como presidente de ANTEL (2010-2015) y Ministra de Industria, Energía y Minería (2015-2019).

- Daniel Martínez[21][47][48], recibe el apoyo de la mayor parte de los sectores que integran el Frente Amplio, a saber: Partido Socialista del Uruguay,[49] Frente Líber Seregni (agrupación que abarca Alianza Progresista,[50] Asamblea Uruguay[51] y Nuevo Espacio[52]), Casa Grande (excepto en Paysandú),[53] Movimiento Alternativa Socialista,[54] Liga Federal,[55] Fogones Artiguistas,[56] "Izquierda abierta", Partido Obrero Revolucionario,[57] Vertiente Artiguista,[58] PAIS (lista 52),[59] Movimiento Uruguay Productivo, Ir,[60] Partido Demócrata Cristiano,[61] Baluarte Progresista,[62] Lista 5005,[63] Claveles rojos,[24] PAR (Participar, Articular y Redoblar), Magnolia e Izquierda abierta.[24] Se desempeñó como presidente de ANCAP (2005-2008), Ministro de Industria, Energía y Minería (2008-2009), Senador de la Républica (2010-2015) e  Intendente de Montevideo (2015-2019).

Algunos grupos políticos del Frente Amplio decidieron no apoyar explícitamente a ningún precandidato, tal como el Movimiento de Integración Frenteamplista (MIA) y la Corriente de Unidad Frenteamplista (CUF).
También fueron manejados otros nombres como precandidatos que finalmente no aceptaron: Constanza Moreira, Rodolfo Nin Novoa, Danilo Astori, Ernesto Murro, José Mujica, Raúl Sendic, Yamandú Orsi y  Wilson Pianzolla
Informalmente se manejaron como posibles candidatos a vicepresidente a: Mónica Xavier, Constanza Moreira, Carolina Cosse, Yamandú Orsi, Patricia Ayala, Ivonne Passada, Víctor Rossi y Blanca Rodríguez.
El 4 de julio de 2019, tras una larga ronda de consultas, Martínez se encaminaba a proclamar a Graciela Villar como candidata a vicepresidenta, si bien también trascendió la posibilidad de que la elección recayera en la militante social Mercedes Clara. Finalmente el 5 de julio de 2019 Martínez confirmó la candidatura de Graciela Villar a la vicepresidencia.

#### Encuestas de opinión
| Encuesta           | Fecha                               | Precandidatos   | Precandidatos | Precandidatos   | Precandidatos | Precandidatos | Precandidatos | Precandidatos     | Precandidatos | Otros                         |
| ------------------ | ----------------------------------- | --------------- | ------------- | --------------- | ------------- | ------------- | ------------- | ----------------- | ------------- | ----------------------------- |
| Opción Consultores | Mayo de 2018                        | José Mujica     | 37%           | Daniel Martínez | 36%           | Danilo Astori | 15%           | Constanza Moreira | 11%           | Ns/Nc: 1%.                    |
| Equipos            | Agosto de 2018                      | Daniel Martínez | 44,0%         | Carolina Cosse  | 11,0%         | Oscar Andrade | 9,0%          | Mario Bergara     | 4,0%          | Ernesto Murro 12% Ns/Nc: 20 % |
| RADAR              | Octubre de 2018                     | Daniel Martínez | 54%           | Carolina Cosse  | 19%           | Oscar Andrade | 14%           | Mario Bergara     | 10%           | Ns/Nc:4%                      |
| Montevideo portal  | Diciembre de 2018                   | Daniel Martínez | 44,5%         | Carolina Cosse  | 29,3%         | Mario Bergara | 10,5%         | Oscar Andrade     | 8,4%          | Ns/Nc: 7,1%                   |
| Equipos            | 22 Nov - 10 Dic 2018                | Daniel Martínez | 49,0%         | Carolina Cosse  | 27,0%         | Oscar Andrade | 9,0%          | Mario Bergara     | 4,0%          | Ns/Nc: 11,0%                  |
| Opción Consultores | Diciembre de 2018                   | Daniel Martínez | 40%           | Carolina Cosse  | 39%           | Oscar Andrade | 11%           | Mario Bergara     | 7%            | Ns/Nc: 3%                     |
| RADAR              | Diciembre de 2018                   | Daniel Martínez | 44%           | Carolina Cosse  | 31%           | Oscar Andrade | 12%           | Mario Bergara     | 10%           | Ns/Nc: 3%                     |
| Opción Consultores | Febrero de 2019                     | Daniel Martínez | 41%           | Carolina Cosse  | 38%           | Oscar Andrade | 10%           | Mario Bergara     | 6%            | Ns/Nc: 5%                     |
| Factum             | Febrero de 2019                     | Daniel Martínez | 51%           | Carolina Cosse  | 31%           | Oscar Andrade | 11%           | Mario Bergara     | 7%            |                               |
| RADAR              | Enero de 2019                       | Daniel Martínez | 47%           | Carolina Cosse  | 30%           | Oscar Andrade | 12%           | Mario Bergara     | 9%            | Ns/Nc: 2%                     |
| Cifra              | 15 - 28 de febrero de 2019          | Daniel Martínez | 46%           | Carolina Cosse  | 27%           | Oscar Andrade | 7%            | Mario Bergara     | 6%            | Ns/Nc:14%                     |
| RADAR              | Marzo de 2019                       | Daniel Martínez | 39%           | Carolina Cosse  | 33%           | Oscar Andrade | 15%           | Mario Bergara     | 12%           |                               |
| Equipos            | 22 de febrero - 11 de marzo de 2019 | Daniel Martínez | 52%           | Carolina Cosse  | 24%           | Oscar Andrade | 11%           | Mario Bergara     | 6%            | Ns/Nc: 7%                     |
| Opción Consultores | 11 de marzo - 18 de marzo           | Daniel Martínez | 36%           | Carolina Cosse  | 30%           | Oscar Andrade | 14%           | Mario Bergara     | 6%            | Ns /Nc: 14%                   |
| Cifra              | Marzo-abril de 2019                 | Daniel Martínez | 42%           | Carolina Cosse  | 21%           | Oscar Andrade | 14%           | Mario Bergara     | 8%            | Ns/Nc: 15%                    |
| Factum             | Marzo de 2019                       | Daniel Martínez | 53%           | Carolina Cosse  | 30%           | Oscar Andrade | 11%           | Mario Bergara     | 6%            |                               |
| Radar              | Abril de 2019                       | Daniel Martínez | 41%           | Carolina Cosse  | 32%           | Oscar Andrade | 15%           | Mario Bergara     | 11%           |                               |
| Opción Consultores | 11-25 de abril                      | Daniel Martínez | 43%           | Carolina Cosse  | 24%           | Oscar Andrade | 14%           | Mario Bergara     | 7%            | Ns/Nc: 12 %                   |
| Factum             | 25-29 de abril                      | Daniel Martínez | 52%           | Carolina Cossse | 31%           | Oscar Andrade | 9%            | Mario Bergara     | 8%            |                               |
| Equipos            | 23 abril-9 de mayo de 2019          | Daniel Martínez | 49%           | Carolina Cosse  | 28%           | Oscar Andrade | 11%           | Mario Bergara     | 5%            | Ns/Nc: 7%                     |
| Radar              | 2-13 de mayo de 2019                | Daniel Martínez | 44%           | Carolina Cosse  | 28%           | Oscar Andrade | 13%           | Mario Bergara     | 13%           |                               |
| Cifra              | 3-12 de mayo de 2019                | Daniel Martínez | 48%           | Carolina Cosse  | 22%           | Oscar Andrade | 10%           | Mario Bergara     | 9%            | Ns/Nc: 11%                    |
| Opción Consultores | Mayo de 2019                        | Daniel Martínez | 46%           | Carolina Cosse  | 27%           | Oscar Andrade | 12%           | Mario Bergara     | 10%           | Ns/Nc: 5%                     |
| Radar              | 24 de mayo - 2 de junio             | Daniel Martínez | 40%           | Carolina Cosse  | 26%           | Oscar Andrade | 18%           | Mario Bergara     | 14%           |                               |
| Factum             | 28 de mayo - 2 de junio             | Daniel Martínez | 47%           | Carolina Cosse  | 32%           | Oscar Andrade | 13%           | Mario Bergara     | 8%            |                               |
| Cifra              | 7-17 de junio de 2019               | Daniel Martínez | 40%           | Carolina Cosse  | 23%           | Oscar Andrade | 12%           | Mario Bergara     | 12%           | Ns Nc: 13%                    |
| Opción consultores | 6- 25 de junio de 2019              | Daniel Martínez | 48%           | Carolina Cosse  | 26%           | Oscar Andrade | 16%           | Mario Bergara     | 10%           |                               |
| Equipos            | 8-25 de junio de 2019               | Daniel Martínez | 44%           | Carolina Cosse  | 25%           | Oscar Andrade | 19%           | Mario Bergara     | 12%           |                               |
| Factum             | 22-23 de junio de 2019              | Daniel Martínez | 47%           | Carolina Cosse  | 26%           | Oscar Andrade | 18%           | Mario Bergara     | 9%            |                               |
| Radar              | 20-25 de junio de 2019              | Daniel Martínez | 38%           | Carolina Cosse  | 25%           | Oscar Andrade | 24%           | Mario Bergara     | 12%           |                               |

### Partido Nacional

Bandera del Partido Nacional.

Los candidatos que participaron de la interna fueron, ordenados alfabéticamente:
- Enrique Antía: Es líder de la agrupación Mejor país, que nuclea a intendentes de diversos Departamentos de Uruguay, como Sergio Botana (Cerro Largo), Walter Zimmer (Colonia), Eber da Rosa (Tacuarembó), entre otros. Fue Senador de la República (2005-2010) y dos veces Intendente de Maldonado (2000-2005 y 2015-2019).[107]

- Carlos Iafigliola: Integra el sector Adelante y es actualmente Representante Nacional por Montevideo.[108][109].

- Luis Lacalle Pou: Es el líder del sector denominado Todos, hacia adelante, que abarca diversas agrupaciones, a saber: Herrerismo, Movimiento Nacional de Rocha, Espacio 40 / Compromiso con el cambio, Soplan vientos nuevos, Aire Fresco, Dale, Más país, Concertación Republicana Nacional, Compromiso de Renovación Nacionalista y Unión Cívica[110], recibe además el apoyo de Juan Chiruchi (ex intendente de San José) y de Sergio Abreu.[111] Fue Representante Nacional por Canelones (2000-2015), Candidato presidencial por el Partido Nacional en 2014 y actualmente Senador de la República desde 2015.[112]. Su eslogan es "Un gobierno para evolucionar"

- Jorge Larrañaga: Es el líder del sector Juntos, formado por Alianza Nacional y Por la Patria. También recibe el apoyo de Correntada Wilsonista', Movimiento Orejanos, Propuesta de Acción Nacional  y Unidos: la fuerza del cambio. También cuenta con el apoyo de Edmundo Roselli y Dardo Sánchez (que inicialmente apoyaban a Enrique Antía). Se desempeñó como Intendente de Paysandú (1990-2000) y Presidente del Directorio del Partido Nacional (2004-2008). Es actualmente Senador de la República desde el 2000 y fue candidato presidencial por el Partido Nacional en 2004, y precandidato en las elecciones internas de los años 2009 y 2014.[113][114] Su eslogan es "Larrañaga va"

- Juan Sartori: Recibe el apoyo de Uruguayos por el cambio, Todo por el cambio, Movimiento Ciudadanos, Nuevo Orden Social, Agrupación Ni me callo ni me voy,  y Agrupación Herrera-Heber (lista 46),[115] recibe además el apoyo del sector Esperanza Nacional; que hasta el mes de abril había promovido la precandidatura de la senadora Verónica Alonso[116] y  el sector Unión Democrática. Carecía de trayectoria política anterior; fue director y accionista de Union Agriculture Group (AUG).[117][118]. Su eslogan es "Juan escucha".

Inicialmente también había manifestado su intención de postularse el líder del "Movimiento Orejanos", Juan Andrés Ramírez Saravia, pero declinó en su interés y se adhirió a la precandidatura de Jorge Larrañaga. También había manifestado su intención de postularse la líder del movimiento "Esperanza Nacional"; Verónica Alonso, pero declinó en su interés y se adhirió a la precandidatura de Juan Sartori.
Se manejaron las siguientes figuras como posibles candidatos a la vicepresidencia por el partido: Verónica Alonso, Adriana Peña, Carlos Moreira y Eber da Rosa Finalmente, Lacalle Pou resultó amplio vencedor y proclamó a Beatriz Argimón candidata a la vicepresidencia, en la misma noche de las internas.

#### Encuestas de opinión
| Encuesta           | Fecha                                  | Precandidatos    | Precandidatos | Precandidatos   | Precandidatos | Precandidatos   | Precandidatos | Precandidatos   | Precandidatos | Precandidatos       | Precandidatos | Precandidatos     | Precandidatos | Precandidatos | Precandidatos |
| ------------------ | -------------------------------------- | ---------------- | ------------- | --------------- | ------------- | --------------- | ------------- | --------------- | ------------- | ------------------- | ------------- | ----------------- | ------------- | ------------- | ------------- |
| Equipos            | Agosto de 2018                         | Luis Lacalle Pou | 57,0%         | Jorge Larrañaga | 24,0%         | Verónica Alonso | 11,0%         | Enrique Antía   | 3,0%          | Juan Andrés Ramírez | 1,0%          | Ns/Nc             | Ns/Nc         | 4,0%          | 4,0%          |
| RADAR              | Noviembre de 2018                      | Luis Lacalle Pou | 53%           | Jorge Larrañaga | 32%           | Enrique Antía   | 7%            | Verónica Alonso | 5%            | Carlos Iafigliola   | 1%            | Ns/Nc             | Ns/Nc         | 3%            | 3%            |
| Montevideo portal  | Diciembre de 2018                      | Luis Lacalle Pou | 51,8%         | Jorge Larrañaga | 19,7%         | Verónica Alonso | 9,1%          | Juan Sartori    | 6,6%          | Enrique Antía       | 4,7%          | Carlos Iafigliola | 1,2%          | Ns/Nc         | 6,4%          |
| Equipos            | 22 Noviembre - 10 de diciembre de 2018 | Luis Lacalle Pou | 59,0%         | Jorge Larrañaga | 28,0%         | Verónica Alonso | 6,0%          | Juan Sartori    | 2,0%          | Enrique Antía       | 2,0%          | Carlos Iafigliola | 0%            | Ns/Nc         | 3,0%          |
| RADAR              | Diciembre de 2018                      | Luis Lacalle Pou | 51%           | Jorge Larrañaga | 31%           | Enrique Antia   | 7%            | Verónica Alonso | 5%            | Juan Sartori        | 3%            | Ns/Nc             | Ns/Nc         | 3%            | 3%            |
| Opción Consultores | Febrero de 2019                        | Luis Lacalle Pou | 56%           | Jorge Larrañaga | 29%           | Enrique Antía   | 8%            | Verónica Alonso | 6%            | Juan Sartori        | 0%            | Carlos Iafigliola | 0%            | Ns/Nc         | 1%            |
| Factum             | Febrero de 2019                        | Luis Lacalle Pou | 57%           | Jorge Larrañaga | 19%           | Juan Sartori    | 13%           | Enrique Antía   | 6%            | Verónica Alonso     | 4%            | Carlos Iafigliola | 0%            |               |               |
| RADAR              | 25 enero-5 de febrero de 2019          | Luis Lacalle Pou | 50%           | Jorge Larrañaga | 29%           | Enrique Antía   | 10%           | Juan Sartori    | 5%            | Verónica Alonso     | 4%            | Carlos Iafigliola | 0%            | Ns/Nc         | 1%            |
| Cifra              | 15 - 28 de febrero de 2019             | Luis Lacalle Pou | 59%           | Jorge Larrañaga | 18%           | Juan Sartori    | 9%            | Enrique Antía   | 2%            | Verónica Alonso     | 2%            | Carlos Iafigliola | 0%            | Ns/Nc         | 10%           |
| RADAR              | Marzo de 2019                          | Luis Lacalle Pou | 43%           | Jorge Larrañaga | 22%           | Juan Sartori    | 16%           | Enrique Antía   | 15%           | Verónica Alonso     | 4%            | Carlos Iafigliola | 1%            |               |               |
| Opción Consultores | 22 de febrero - 11 de marzo de 2019    | Luis Lacalle Pou | 47%           | Jorge Larrañaga | 26%           | Juan Sartori    | 16%           | Enrique Antía   | 3%            | Verónica Alonso     | 5%            | Carlos Iafigliola | 0 %           | Ns/Nc: 3%     |               |
| Asturbarómetro     | 7-22 de marzo de 2019                  | Luis Lacalle Pou | 42,2%         | Jorge Larrañaga | 31,1%         | Juan Sartori    | 10,8%         | Enrique Antía   | 8,1%          | Verónica Alonso     | 5,3%          | Carlos Iafigliola | 2,5 %         | Ns/Nc: 0%     |               |
| Factum             | 15-26 de marzo de 2019                 | Luis Lacalle Pou | 44%           | Jorge Larrañaga | 25%           | Juan Sartori    | 21%           | Enrique Antía   | 8%            | Verónica Alonso     | 2%            | Carlos Iafigliola | 0%            |               |               |
| Opción Consultores | 11 de marzo - 18 de marzo              | Luis Lacalle Pou | 41%           | Jorge Larrañaga | 24%           | Juan Sartori    | 14%           | Verónica Alonso | 11%           | Enrique Antía       | 6%            | Carlos Iafigliola | 0%            | Ns/Nc :4%     |               |
| Equipos            | Marzo de 2019                          | Luis Lacalle Pou | 47%           | Jorge Larrañaga | 26%           | Juan Sartori    | 16%           | Verónica Alonso | 5%            | Enrique Antía       | 3%            | Carlos Iafigliola | 0%            | Ns/Nc: 3%     |               |
| Cifra              | 27 de marzo-7 de abril de 2019         | Luis Lacalle Pou | 40%           | Jorge Larrañaga | 29%           | Juan Sartori    | 17%           | Verónica Alonso | 1%            | Enrique Antía       | 1%            | Carlos Iafigliola | 0%            | Ns/Nc: 12%    |               |
| RADAR              | 27 de marzo-7 de abril de 2019         | Luis Lacalle Pou | 46%           | Jorge Larrañaga | 25%           | Juan Sartori    | 17%           | Enrique Antía   | 11%           | Carlos Iafigliola   | 0%            |                   |               |               |               |
| Opción Consultores | 11-25 de abril                         | Luis Lacalle Pou | 50%           | Jorge Larrañaga | 25%           | Juan Sartori    | 19%           | Enrique Antía   | 2%            | Carlos Iafigliola   | 0%            |                   |               |               |               |
| Factum             | 5-29 de abril                          | Luis Lacalle Pou | 50%           | Juan Sartori    | 23%           | Jorge Larrañaga | 19%           | Enrique Antía   | 8%            | Carlos Iafigliola   | 0%            |                   |               |               |               |
| Asturbarómetro     | 26 de abril - 6 de mayo                | Luis Lacalle Pou | 44,8%         | Jorge Larrañaga | 34,1%         | Juan Sartori    | 11;3%         | Enrique Antía   | 7,7%          | Carlos Iafigliola   | 2,1%          |                   |               |               |               |
| Equipos            | 23 abril-9 de mayo de 2019             | Luis Lacalle Pou | 46%           | Juan Sartori    | 24%           | Jorge Larrañaga | 22%           | Enrique Antía   | 3%            | Ns /Nc              | 5%            |                   |               |               |               |
| Radar              | 2-13 de mayo de 2019                   | Luis Lacalle Pou | 42%           | Juan Sartori    | 24%           | Jorge Larrañaga | 22%           | Enrique Antía   | 10%           | Carlos Iafigliola   | <1%           |                   |               |               |               |
| Cifra              | 3-12 de mayo de 2019                   | Luis Lacalle Pou | 42%           | Jorge Larrañaga | 22%           | Juan Sartori    | 22%           | Enrique Antía   | 1%            | Ns/ Nc              | 13%           |                   |               |               |               |
| Opción Consultores | Mayo de 2019                           | Luis Lacalle Pou | 42%           | Juan Sartori    | 27%           | Jorge Larrañaga | 24%           | Enrique Antía   | 3%            | Ns/Nc               | 4%            |                   |               |               |               |
| Radar              | 24 de mayo - 2 de junio                | Luis Lacalle Pou | 38%           | Juan Sartori    | 29%           | Jorge Larrañaga | 22%           | Enrique Antía   | 7%            | Carlos Iafigliola   | 1%            |                   |               |               |               |
| Factum             | 28 de mayo - 2 de junio                | Luis Lacalle Pou | 50%           | Juan Sartori    | 28%           | Jorge Larrañaga | 18%           | Enrique Antía   | 4%            | Carlos Iafigliola   | 0%            |                   |               |               |               |
| Cifra              | 7-17 de junio de 2019                  | Luis Lacalle Pou | 38%           | Juan Sartori    | 26%           | Jorge Larrañaga | 18%           | Enrique Antía   | 7%            | Carlos Iafigliola   | 0%            |                   |               |               |               |
| Opción consultores | 6- 25 de junio de 2019                 | Luis Lacalle Pou | 47%           | Juan Sartori    | 30%           | Jorge Larrañaga | 19%           | Enrique Antía   | 6%            | Carlos Iafigliola   | 0%            |                   |               |               |               |
| Equipos            | 8-25 de junio de 2019                  | Luis Lacalle Pou | 45%           | Juan Sartori    | 32%           | Jorge Larrañaga | 20%           | Enrique Antía   | 3%            | Carlos Iafigliola   | 0%            |                   |               |               |               |
| Factum             | 22-23 de junio de 2019                 | Luis Lacalle Pou | 44%           | Juan Sartori    | 32%           | Jorge Larrañaga | 18%           | Enrique Antía   | 6%            | Carlos Iafigliola   | 0%            |                   |               |               |               |
| Radar              | 20-25 de junio de 2019                 | Luis Lacalle Pou | 43%           | Juan Sartori    | 29%           | Jorge Larrañaga | 21%           | Enrique Antía   | 6%            | Carlos Iafigliola   | <1%           |                   |               |               |               |

### Partido Colorado

Bandera del Partido Colorado.

En filas coloradas, Pedro Bordaberry, quien fuera candidato presidencia por el partido durante las últimas dos elecciones y ocupara una banca en el Senado desde 2010, anunció tempranamente que no sería precandidato, motivo por el cual el partido estuvo mucho tiempo abocado a reagruparse. La novedad principal del partido fue que el expresidente Julio María Sanguinetti volvió a la escena política junto al grupo "Batllistas". Los candidatos anunciados fueron los siguientes, por orden alfabético:
- José Amorín Batlle[141]: Representante del Batllismo, su sector se denomina Uruguay Batllista. Fue Representante Nacional por Montevideo (1995 / 2000-2005), Presidente de la Cámara de Representantes de Uruguay (2004), Ministro de Educación y Cultura (2004- 2005), Representante Nacional por Montevideo (2005-2010) y actualmente es Senador de la República (2010-act.). También fue dos veces consecutivas precandidato por el Partido Colorado en las elecciones internas de los años 2009 y 2014. Su eslogan es "Cambiar es ahora".
- Pedro Etchegaray: Lidera un pequeño sector denominado Marcando el rumbo. Fue precandidato presidencial en las elecciones internas del año 2009, con una votación testimonial.
- José González Querio:[142] Representa un nuevo sector bajo la agrupación "Transformador": lista 714[143]
- Edgardo Martínez Zimarioff[144]: Representa al sector Opción Colorada. Fue ministro de la Corte Electoral. Recibe también el apoyo de Carlos Techera (ex Partido de Todos)
- Julio María Sanguinetti[145][146][147] : Representante de Batllistas, Revolución Batllista y Espacio Abierto, recibe también el apoyo de las siguientes agrupaciones: Solidaridad, Vamos a más, Lista 99,[148] Izquierda Batllista, Lista Pachequista 123,[149]  Propuesta Democrática Independiente y Agrupación Libertad.[150] Cuenta también con los apoyos de Aníbal Gloodtdofsky, que hasta abril de 2019 se había proclamado precandidato,[151] y de Gustavo Zubía[152], que lidera la agrupación Justicia para todos [153] Fue Representante Nacional por Montevideo (1963-1973), Ministro de Industria y Comercio (1969-1971), Ministro de Educación y Cultura (1972), Senador de la República (2005-2010) y dos veces electo Presidente de la República (1985-1990 / 1995-2000).
- Ernesto Talvi[154][155][156]: Lidera el nuevo sector Ciudadanos, que recoge gran parte de lo que en su momento fue Vamos Uruguay. Recibe también el apoyo de Mariella de Marco y Movimiento Naranja (ambos formaban parte inicialmente de La Alternativa). Se desempeñó desde  1997 hasta 2018 como director de CERES. Su eslogan es "Uruguay tiene futuro".

Informalmente se mencionaron los nombres de Viviana Pesce y Patricia Damiani como candidatas a la vicepresidencia.
También fueron manejados otros nombres como precandidatos a la presidencia, pero terminaron declinando: Germán Cardoso, Tabaré Viera, Fernando Amado -se distanció del Partido Colorado, con lo cual automáticamente declinó su precandidatura por esta colectividad-, Luis Hierro López, Pedro Aguerre, Héctor Rovira, Aníbal Gloodtdofsky y Gustavo Zubía.
A medida que se acercaron los comicios, las encuestas se fueron convirtiendo en un "cabeza a cabeza" entre Sanguinetti y Talvi.
El 7 de julio de 2019 Ernesto Talvi propuso que Robert Silva sea el candidato colorado a vicepresidente.

#### Encuestas de opinión
| Encuesta           | Fecha                               | Precandidatos           | Precandidatos | Precandidatos           | Precandidatos | Precandidatos      | Precandidatos | Precandidatos                                         |
| ------------------ | ----------------------------------- | ----------------------- | ------------- | ----------------------- | ------------- | ------------------ | ------------- | ----------------------------------------------------- |
| Equipos            | Agosto de 2018                      | Julio María Sanguinetti | 67,0%         | Ernesto Talvi           | 13,0%         | José Amorín Batlle | 12,0%         | Fernando Amado 2,0% Ns/Nc: 6,0%                       |
| RADAR              | Noviembre de 2018                   | Julio María Sanguinetti | 63%           | Ernesto Talvi           | 30%           | José Amorín Batlle | 7%            | Ns/Nc: 0%                                             |
| Montevideo portal  | Diciembre de 2018                   | Julio María Sanguinetti | 45,5%         | Ernesto Talvi           | 45,2%         | José Amorín Batlle | 4,1%          | Ns/Nc: 5%                                             |
| Equipos            | 22 Nov - 10 Dic 2018                | Julio María Sanguinetti | 59,0%         | Ernesto Talvi           | 16,0%         | José Amorín Batlle | 15,0%         | Ns/Nc1 0,0%                                           |
| RADAR              | Diciembre de 2018                   | Julio María Sanguinetti | 55%           | Ernesto Talvi           | 35%           | José Amorín Batlle | 10%           |                                                       |
| Opción Consultores | Febrero de 2019                     | Julio María Sanguinetti | 64%           | Ernesto Talvi           | 26%           | José Amorín Batlle | 10%           | Ns/Nc: 0%                                             |
| RADAR              | 25 ene - 5 feb de 2019              | Julio María Sanguinetti | 50%           | Ernesto Talvi           | 42%           | José Amorín Batlle | 7%            | Ns/Nc: 0%                                             |
| Factum             | Febrero de 2019                     | Julio María Sanguinetti | 59%           | Ernesto Talvi           | 24%           | José Amorín Batlle | 17%           |                                                       |
| Cifra              | 15 - 28 de febrero de 2019          | Julio María Sanguinetti | 54%           | Ernesto Talvi           | 27%           | José Amorín Batlle | < 1%          | Ns/Nc17%                                              |
| RADAR              | Marzo de 2019                       | Julio María Sanguinetti | 51%           | Ernesto Talvi           | 40%           | José Amorín Batlle | 8%            | A. Glootdofsky, E. Zimarioff + P. Etchegaray: <0,5%   |
| Equipos            | 22 de febrero - 11 de marzo de 2019 | Julio María Sanguinetti | 70%           | Ernesto Talvi           | 19%           | José Amorín Batlle | 4%            | Edgardo Zimarioff: 1% Pedro Etchegaray: 1% Ns/Nc: 5%  |
| Opción Consultores | 11 de marzo - 18 de marzo de 2019   | Julio María Sanguinetti | 48%           | Ernesto Talvi           | 33%           | José Amorín Batlle | 13%           | Ns/Nc: 6%                                             |
| Factum             | Marzo de 2019                       | Julio María Sanguinetti | 66%           | Ernesto Talvi           | 23%           | José Amorín Batlle | 11%           |                                                       |
| Cifra              | Marzo - abril de 2019               | Julio María Sanguinetti | 49%           | Ernesto Talvi           | 38%           | José Amorín Batlle | 5%            | Ns/Nc: 8%                                             |
| Radar              | Abril de 2019                       | Julio María Sanguinetti | 49%           | Ernesto Talvi           | 43%           | José Amorín Batlle | 7%            |                                                       |
| Opción Consultores | 11-25 de abril                      | Julio María Sanguinetti | 55%           | Ernesto Talvi           | 31%           | José Amorín Batlle | 4%            | Gustavo Zubía: 2% Ns / Nc: 8%                         |
| Factum             | 25-29 de abril                      | Julio María Sanguinetti | 55%           | Ernesto Talvi           | 32%           | José Amorín Batlle | 12%           | Gustavo Zubía: 1% Ns / Nc: %                          |
| Equipos            | 23 abril-9 de mayo de 2019          | Julio María Sanguinetti | 64%           | Ernesto Talvi           | 24%           | José Amorín Batlle | 3%            | G Zubía + E Zimarioff + P Etchegaray: 4% Ns / Nc: 5%  |
| Radar              | 2-13 de mayo de 2019                | Ernesto Talvi           | 49%           | Julio María Sanguinetti | 42%           | José Amorín Batlle | 6%            | Gustavo Zubía: < 2% Edgardo Martínez Zimarioff: < 1 % |
| Cifra              | 3-12 de mayo de 2019                | Julio María Sanguinetti | 48%           | Ernesto Talvi           | 38%           | José Amorín Batlle | 4%            | Ns/Nc: 10%                                            |
| Opción Consultores | Mayo de 2019                        | Julio María Sanguinetti | 47%           | Ernesto Talvi           | 45%           | José Amorín Batlle | 6%            | Ns/Nc: 2%                                             |
| Radar              | 24 de mayo - 2 de junio             | Ernesto Talvi           | 52%           | Julio María Sanguinetti | 42%           | José Amorín Batlle | 6%            | Edgardo Zimarioff: 1%                                 |
| Factum             | 28 de mayo - 2 de junio             | Julio María Sanguinetti | 58%           | Ernesto Talvi           | 32%           | José Amorín Batlle | 10%           |                                                       |
| Cifra              | 7-17 de junio de 2019               | Ernesto Talvi           | 50%           | Julio María Sanguinetti | 40%           | José Amorín Batlle | 3%            | Ns Nc: 7%                                             |
| Opción consultores | 6- 25 de junio de 2019              | Julio María Sanguinetti | 53%           | Ernesto Talvi           | 41%           | José Amorín Batlle | 5%            | Zimarioff + Etchegaray + González: 1%                 |
| Equipos            | 8-25 de junio de 2019               | Ernesto Talvi           | 48%           | Julio María Sanguinetti | 45%           | José Amorín Batlle | 6%            | Zimarioff + Etchegaray + González: 1%                 |
| Factum             | 22-23 de junio de 2019              | Julio María Sanguinetti | 47%           | Ernesto Talvi           | 41%           | José Amorín Batlle | 12%           |                                                       |
| Radar              | 20-25 de junio de 2019              | Ernesto Talvi           | 52%           | Julio María Sanguinetti | 40%           | José Amorín Batlle | 7%            | Edgardo Martínez Zimarioff: 1%                        |

### Partido Independiente

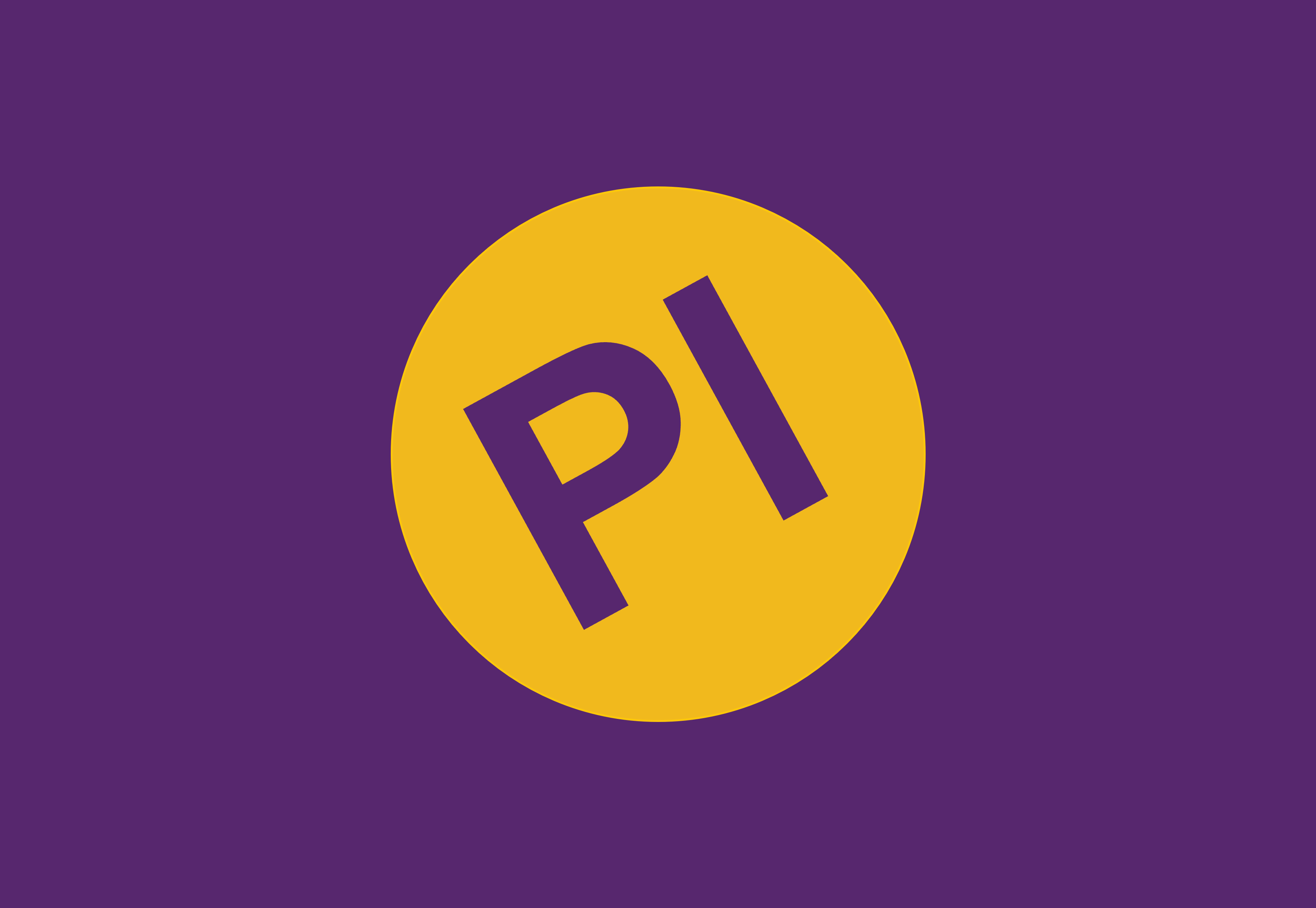
Bandera del Partido Independiente

A mediados del 2018, el Partido Independiente comenzó a enfocarse en la construcción de un gran polo socialdemócrata junto a fuerzas políticas provenientes de otros partidos políticos. En noviembre del 2018, se formalizó la existencia de La Alternativa junto a los sectores Batllistas Orejanos de Fernando Amado (actualmente diputado por Montevideo y ex colorado), Navegantes, dirigida por Esteban Valenti (exfrenteamplista) y Avanza País de José Pablo Franzini Batlle (bisnieto de José Batlle y Ordóñez y excolorado), junto a otros miembros como Selva Andreoli, Víctor Lissidini (ex Partido Intransigente) y Jorge Coronel (exdiputado por el Partido Nacional en Cerro Largo). Dicha agrupación comparecería formalmente bajo el lema "Partido Independiente" a las elecciones del 2019. Sin embargo, días después de haberse proclamado formalmente la fórmula presidencial Pablo Mieres - Selva Andreoli, las declaraciones de esta última (Sector Navegantes) generaron un clima de ruptura en la coalición que desencadenó el alejamiento del Partido Independiente de la misma.
El candidato único es:
- Pablo Mieres: Es el líder de la agrupación que cuenta además con el apoyo del "Movimiento Pro Ecología". Fue Director de Educación en el Ministerio de Educación y Cultura entre 1995 y 1996, Representante Nacional por Montevideo (2000-2005) por el Nuevo Espacio y desde 2015 es Senador de la República. En las tres últimas elecciones presidenciales (2004, 2009 y 2014) fue el candidato único a la presidencia por el Partido Independiente. Inicialmente el partido iba a comparecer al acto eleccionario a modo de coalición denominada La Alternativa, proyecto que no se llevó a cabo. Los sectores Avanza país (ex Asamblea Batllista), Movimiento naranja[180] y "De todas partes" conformarán sublemas dentro del mencionado partido. También cuenta con el apoyo del conocido periodista Gerardo Sotelo[181]

La agrupación UNIR liderada por Fernando Amado (ex Partido Colorado), una vez disuelta La Alternativa , fue convocada por Mieres para comparecer a las Elecciones Internas como sublema dentro del Partido Independiente. En mayo del año 2019 UNIR desistió de comparecer bajo esta forma.
Por otra parte, la agrupación Navegantes (grupo de Esteban Valenti y Selva Andreoli), que inicialmente formaba parte de la coalición La Alternativa, solicitó a la Corte Electoral la posibilidad de presentarse de modo excepcional como lema en las próximas elecciones. La Corte Electoral resolvió no habilitar dicho lema por considerar que sería una inequidad para con otras fuerzas políticas.. Cabe destacar que el plazo establecido para el registro de nuevos lemas venció en el mes de enero de 2019. Finalmente, la Corte no hizo lugar a este pedido.
La fórmula presidencial del Partido Independiente será: Pablo Mieres-Mónica Bottero

### Partido Unidad Popular

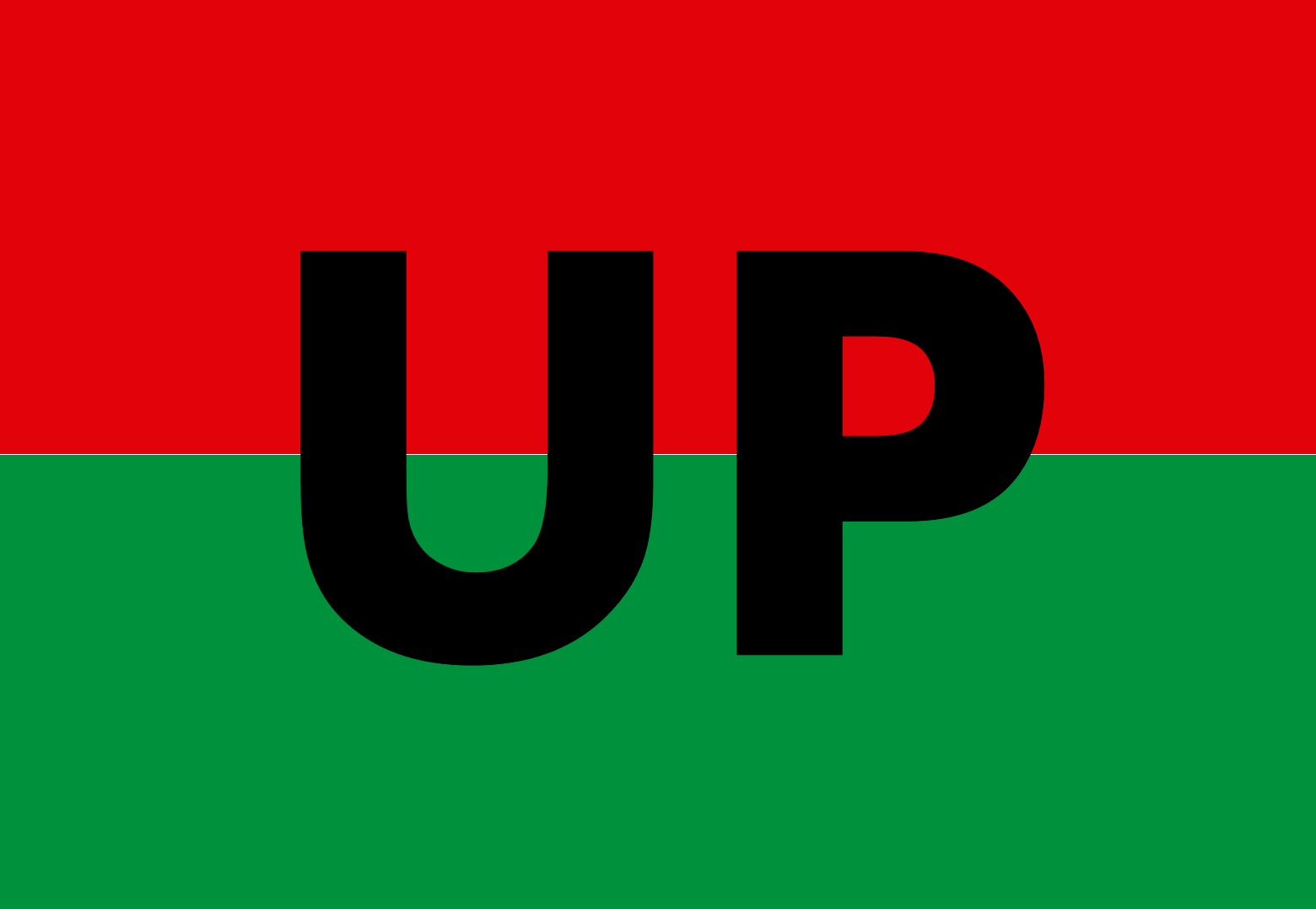
Bandera de Unidad Popular

El precandidato único de esta agrupación es:
- Gonzalo Abella: La coalición está formada por el Movimiento 26 de marzo, Espacio Federal Artiguista (Movimiento Avanzar, Movimiento por la Ecología, Bolcheviques y Agrupacíon Andresito Artigas), Intransigencia Socialista, Partido Humanista, Partido Obrero y Campesino del Uruguay, Movimiento en defensa de jubilados y pensionistas, Cabildo Artiguista, Compromiso Socialista y Partido Comunista Revolucionario. Fue también candidato presidencial por la misma colectividad en las elecciones de 2014.[185]. El partido ya definió su fórmula presidencial de cara a la elección nacional: Gonzalo Abella - Gustavo López.

Inicialmente la agrupación Izquierda Unida había propuesto una candidatura independiente aparte de la de Abella, la de Néstor Gurruchaga, pero la misma no prosperó.

### Partido de la Gente

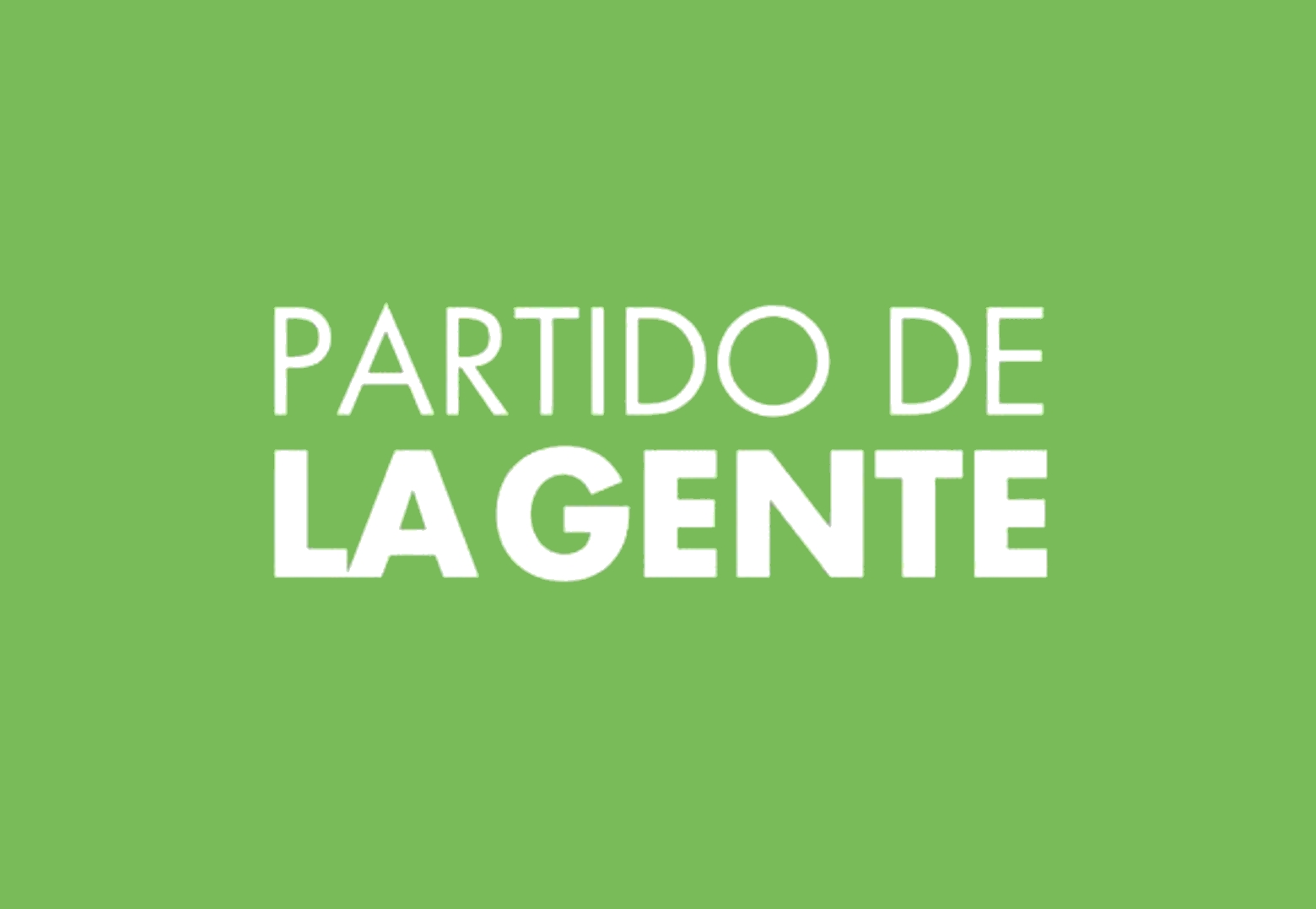
Bandera del Partido de La Gente

Nacido a partir de la candidatura a intendente de Edgardo Novick por el Partido de la Concertación, el Partido de la Gente intenta captar votos en su primera comparecencia electoral. La novedad es la música de murga en sus campañas, poblada de mensajes sobre la inseguridad pública.
Los candidatos por este nuevo partido son:
- Fernando Carotta: Presenta su candidatura en abril del año 2019. Inicialmente apoyaba la precandidatura única de Novick. Representa el sector "Renovación".[186]

- Edgardo Novick: Es acompañado por pequeños nuevos sectores escindidos de los partidos Colorado y Nacional, a saber: Movimiento basta ya, El Uruguay de la gente, Movimiento de Acción Popular, Restauración Uruguay, El equipo de Novick, La fuerza de Novick, La gente de Novick (sector al cual pertenecía el ex precandidato colorado Gustavo Zubía) y Unidos por un país. Fue uno de los tres candidatos a intendente de Montevideo por el Partido de la Concertación en 2015 y es, desde el 2016, Presidente del Partido de la Gente.[187]

La contienda interna de dicho partido fue ganada por Edgardo Novick con un 99% de los votos (6709 votos), contra un muy exiguo 1% de su contrincante Fernando Carotta (90 adhesiones)
La fórmula presidencial del Partido de la Gente será:  Edgardo Novick - Daniel Peña

### Partido Ecologista Radical Intransigente

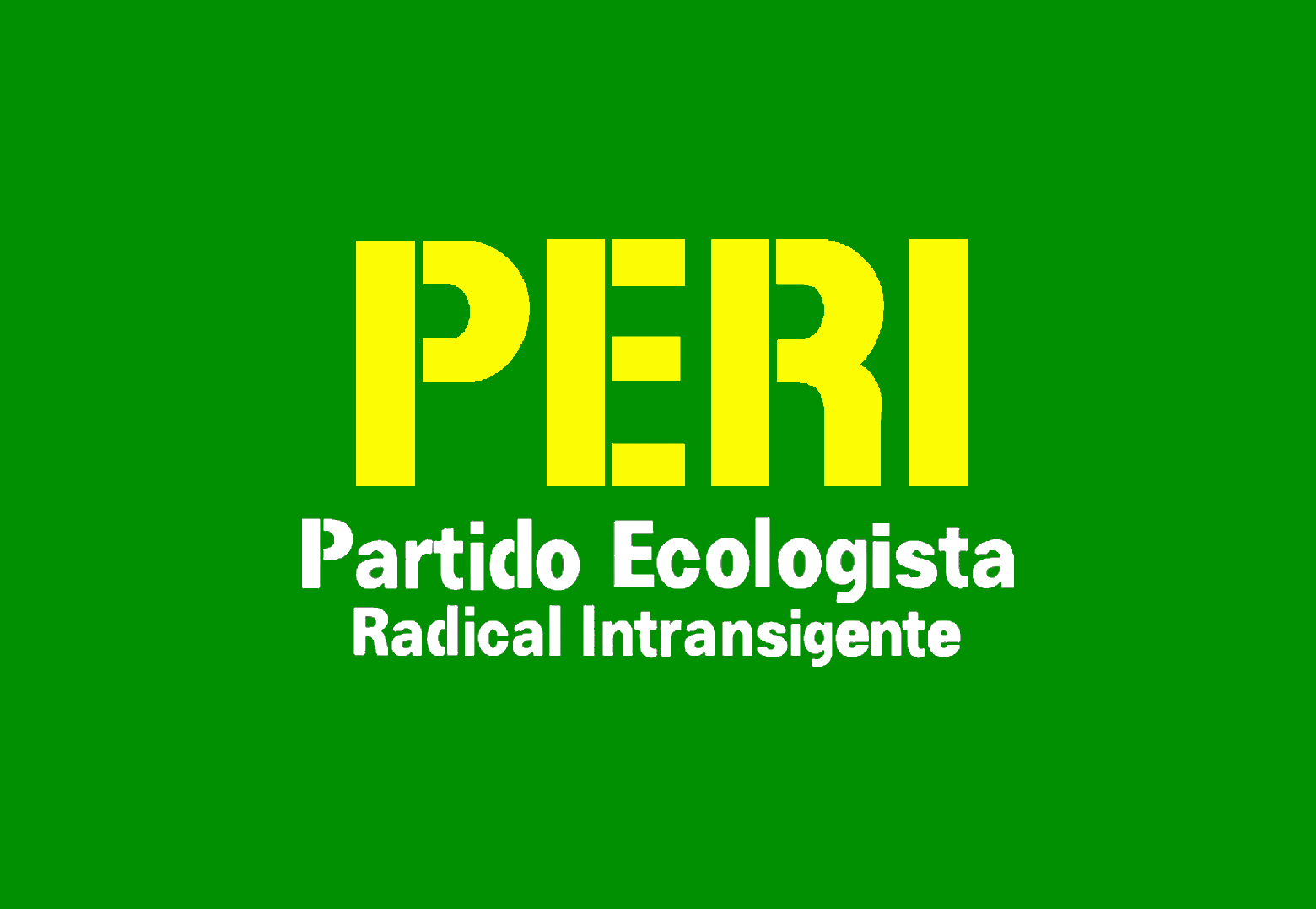
Bandera del Partido Ecologista Radical Intransigente

Este partido ya había comparecido en el ciclo electoral de 2014 y estuvo a escasos votos de obtener un diputado.
Presenta como único precandidato a:
- César Vega; acompañado además por el Movimiento de los comunes (ex Partido Independiente), Encuentro por la tierra y R.E.D.E.S. Ecologistas. Fue también el candidato único en las elecciones del año 2014 por dicha colectividad.

### Partido de los Trabajadores

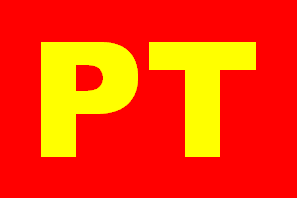
Bandera del Partido de los Trabajadores

Este partido trotskista, nacido a fines de la dictadura cívico-militar, comparece en todas las elecciones, hasta la fecha ha obtenido casi siempre un nivel de votación meramente testimonial.
Para las elecciones del 2019, el Partido de los Trabajadores llegó a un acuerdo con la agrupación Izquierda Socialista de los Trabajadores.  El candidato único de dicho partido es:
- Rafael Fernández. Representante de la lista 1971, también fue candidato por dicha colectividad en las elecciones del 2004 y del 2014.

### Otros partidos

#### Habilitados por la Corte Electoral
La Corte Electoral establece que todo precandidato debe presentarse siempre bajo un lema o partido político, no permitiéndose entonces en la legislación de Uruguay candidatos independientes. La fecha límite de presentación de partidos políticos a la Corte Electoral fue el 31 de enero de 2019.
Los nuevos partidos que participaron en las elecciones y sus respectivos precandidatos fueron:

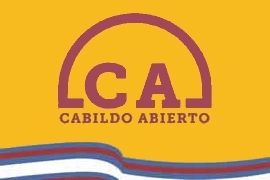
Bandera de Cabildo Abierto

- Partido Cabildo Abierto: Inicialmente el partido se había presentado ante la Corte Electoral bajo el nombre de "Movimiento Social Artiguista"180, pero por razones idénticas a las ya mencionadas para el Partido Democrático Unido (en este caso, por el término "Artigas"), debió cambiar de nombre. Dicho lema, considerado de ultraderecha,  presentó como precandidato al excomandante en jefe del Ejército Nacional Guido Manini Ríos181. Recibió también el apoyo del Movimiento Unidos Podemos, que inicialmente formaba parte del Partido Colorado y había propuesto la precandidatura de Héctor Rovira182, y miembros del partido de derecha Proyecto Segunda República.
- Partido Verde Animalista:[191] Espacio político formado por militantes escindidos del Partido Ecologista Radical Intrasigente, que cuenta además con el apoyo de Alianza Verde, ex-frenteamplistas e independientes. El precandidato es Gustavo Salle.
- Partido Digital[192]: Partido que propone nuevos mecanismos de democracia directa a través del uso de redes sociales, y define su ideología como "transparentismo". El precandidato es Daniel Goldman[193]. La fórmula presidencial del Partido Digital será Daniel Goldman-Diego Ruete.[194]
- Abriendo caminos: Partido de centro que presenta como precandidato a Jorge Ariel Patritti.
- Partido Democrático Unido[195]: Partido que se define de centro.[196] Presenta como precandidato a Jorge Silva. Dicho partido inicialmente iba a presentarse bajo el lema Partido Democrático Uruguayo, pero ha recibido una observación por parte de la Corte Electoral, por asumir que el término "Uruguay" y sus derivados representan "patrimonios nacionales de toda la ciudadanía, y no de un lema en concreto". Por tales circunstancias debió cambiar su nombre por el de Partido Democrático Unido.
- Partido Orden Republicano:[197][198] Partido de derecha, conservador y nacionalista, conformado mayoritariamente por exmilitares. El precandidato es Hugo Grossi.
- Partido de la Concertación: El lema fue creado en el 2014 por parte de las convenciones de los partidos Nacional y Colorado con el objetivo de disputarle la Intendencia de Montevideo al Frente Amplio bajo un lema común en las elecciones departamentales del año 2015. Cabe destacar que la legislación uruguaya prohíbe que un candidato integra dos partidos diferentes durante un mismo ciclo electoral, por lo que cada lema está obligado a presentarse en las Elecciones Internas para poder participar de las municipales. En mayo del año 2019 los partidos mencionados volvieron a acordar la reedición del lema, bajo la precandiatura de Julio Herrera,[199] que solamente tendrá carácter simbólico para legitimar el mismo.[200]

Al cierre del escrutinio de las mesas de votación, cuatro lemas no alcanzaron el mínimo necesario para acceder a las elecciones de octubre: Partido de la Concertación, Partido Orden Republicano, Abriendo Caminos y Partido Democrático Unido.

## Debates
Después de 25 años tuvo lugar un debate televisivo entre candidatos a la Presidencia. El jueves 13 de junio, en el estudio de Canal 4, se enfrentaron el frenteamplista Óscar Andrade y el colorado Ernesto Talvi, en un intenso cuestionamiento recíproco.
Faltando menos de una semana para el acto electoral, también en Canal 4 se enfrentaron los precandidados Jorge Larrañaga y Carolina Cosse.

## Incidentes

### Violación de la ley de regulación de la publicidad electoral
El 21 de enero de 2019 una agrupación del Partido Colorado denunció a los precandidatos a la presidencia Juan Sartori y Edgardo Novick ante la Corte Electoral por violar la ley de regulación de la publicidad electoral de la ley n.º 17045 con las modificaciones de la ley n.º 17818, que establece que los partidos políticos podrán iniciar su publicidad electoral para las elecciones internas en los medios de radiodifusión, televisión y prensa escrita solo a partir de treinta días antes de las mismas, a menos que se traten de "la difusión de información sobre actos políticos y actividades habituales del funcionamiento de los partidos, así como la realización de entrevistas periodísticas".
La Corte Electoral acogió la denuncia presentada, declarando que se violó la normativa sobre la regulación de la publicidad electoral por haberse emitido publicidad electoral en los medios fuera de los plazos permitidos por la ley, entendiendo que claramente "las piezas publicitarias objeto de la denuncia encuadran dentro de la definición de 'publicidad'", además constituyen "'publicidad electoral' ya que la ley no exige que para serlo deba haber mención a un partido, a un cargo o cargos o a un número de lista, solo exige que sean piezas elaboradas especialmente con criterios profesionales y comerciales y estas lo son". Entendió asimismo que no ingresan dentro de la excepción del artículo 2.

### Muerte de militante del Partido Comunista
En febrero de 2019 fue asesinado un joven militante comunista en el barrio Punta Gorda. Este fatal episodio enrareció el clima político, con cruces de reproches entre los senadores Marcos Otheguy y Jorge Larrañaga.

### Cese de Guido Manini Ríos
En marzo de 2019, el destituido comandante en jefe del ejército Guido Manini Ríos emite una polémica declaración pública, en el marco de su eventual postulación a la Presidencia. Numerosos de los precandidatos presidenciales manifestaron su preocupación ante la situación. El politólogo Gerardo Caetano insiste en la necesidad de dimensionar la gravedad de lo ocurrido.

### Noticias falsas y llamadas telefónicas en la veda
Un tema que ya ha estado presente en otras campañas electorales en varios países del planeta, las noticias falsas (también conocidas por el anglicismo fake news) comienzan a ser motivo de discusiones también en Uruguay. A mediados de abril, los nombres de Lacalle Pou, Talvi y Sendic estuvieron en el foco de muy discutidas publicaciones en las redes sociales.
Otro incidente tildado de "campaña sucia" fue el fenómeno de las llamadas recibidas por miles de usuarios de telefonía fija durante la madrugada cuando ya estaba rigiendo la veda publicitaria electoral. Se trataba de propaganda de la Lista 71 (que apoya a Lacalle Pou), pero que se atribuía a una maniobra de desprestigio a manos del asesor de Juan Sartori, el venezolano Juan José Rendón; extremo que ya había sido advertido con anterioridad por el politólogo Luis Costa Bonino.